# Colin M. Kraay
Colin M. Kraay (vollständiger Name Colin Mackennal Kraay, * 23. März 1918 in London-Hampstead; † 27. Januar 1982 in Oxford) war ein britischer Numismatiker.
Kraay studierte nach dem Besuch des Lancing College seit 1937 am Magdalen College in Oxford Altertumswissenschaften. Nach seinem ersten Abschluss 1939 arbeitete er unter Alan Wace bei den Grabungen in Mykene mit. Durch den Zweiten Weltkrieg wurde seine Ausbildung unterbrochen, er diente in Nordafrika und Italien. 1946–47 konnte er sein Studium in Oxford fortsetzen. 1953 wurde er in Oxford mit der Arbeit The aes coinage of Rome and its subsidiary mint in the West, A.D. 68–81 promoviert. Seit 1948 arbeitete er am Münzkabinett des Ashmolean Museum in Oxford, dem Heberden Coin Room, zuständig für die griechischen Münzen, von 1975 bis 1982 war er dessen Leiter (Keeper).
Kraay beschäftigte sich zunächst mit römischen Münzen, wandte sich jedoch dann, bedingt durch seine Arbeit am Oxforder Münzkabinett, mehr der griechischen Münzprägung zu. Er publizierte 1976 ein Überblickswerk zur archaischen und klassischen Münzprägung Griechenlands sowie 1974 zusammen mit Margaret Thompson und Otto Mørkholm publizierte er das Standardwerk zu den griechischen Münzhorten. 
Kraay wurde für sein wissenschaftliches Werk 1978 mit der Medaille der Royal Numismatic Society und 1980 mit der Archer M. Huntington Medal ausgezeichnet, 1978 wurde er zum Mitglied der British Academy gewählt.

## Schriften (Auswahl)
- The Aes coinage of Galba (= Numismatic Notes and Monographs. 133, ISSN 0078-2718). The American Numismatic Society, New York NY 1956, JSTOR:43607254.
- Die Münzfunde von Vindonissa (bis Trajan) (= Veröffentlichungen der Gesellschaft pro Vindonissa. 5, ZDB-ID 1019893-3). Birkhäuser, Basel 1962.
- Greek coins. Thames and Hudson, London 1966.
- Coins of ancient Athens (= Minerva Numismatic Handbooks. 2, ZDB-ID 416041-1). Corbitt & Hunter, Newcastle upon Tyne 1968.
- Greek coins and history. Some current problems. Methuen, London 1969.
- als Herausgeber mit Margaret Thompson, Otto Mørkholm: An Inventory of Greek Coin Hoards. The American Numismatic Society, New York NY 1973.
- Archaic and classical Greek coins. Methuen, London 1976, ISBN 0-416-12310-4.
- The archaic coinage of Himera (= Centro Internazionale di Studi Numismatici. Bibliotheca. 1). Centro internazionale di studi numismatici, Neapel 1983 (erschienen: 1984).